# 卡拉科查湖
13°21′49.2″S 75°05′25.3″W / 13.363667°S 75.090361°W
卡拉科查湖（Lake Caracocha），是秘魯的湖泊，位於該國中南部萬卡韋利卡大區的瓦伊塔拉省，處於喬克洛科查湖和奧爾科科查湖以南，海拔高度4,528米。